# Stian Sivertzen
Stian Sivertzen (Kongsberg, 28 de marzo de 1989) es un deportista noruego que compitió en snowboard.
Ganó una medalla de bronce en el Campeonato Mundial de Snowboard de 2013, en la prueba de campo a través. Adicionalmente, consiguió una medalla de bronce en los X Games de Invierno.
Participó en dos Juegos Olímpicos de Invierno, en los años 2010 y 2014, ocupando el quinto lugar en Sochi 2014, en el campo a través.

## Medallero internacional
| Campeonato Mundial | Campeonato Mundial              | Campeonato Mundial | Campeonato Mundial |
| Año                | Lugar                           | Medalla            | Prueba             |
| ------------------ | ------------------------------- | ------------------ | ------------------ |
| 2013               | Stoneham-et-Tewkesbury (Canadá) | Medalla de bronce  | Campo a través     |

| X Games de Invierno | X Games de Invierno    | X Games de Invierno | X Games de Invierno |
| Año                 | Lugar                  | Medalla             | Prueba              |
| ------------------- | ---------------------- | ------------------- | ------------------- |
| 2009                | Aspen (Estados Unidos) | Medalla de bronce   | Campo a través      |